# John McCulloch
John Ramsay McCulloch (ur. 1 marca 1789, zm. 11 listopada 1864) – angielski ekonomista, przedstawiciel angielskiej ekonomii klasycznej, kontynuator myśli Davida Ricarda, uznawany za lidera szkoły ricardiańskiej po jego śmierci. Był profesorem ekonomii politycznej w Londynie.
Ważnym wkładem McCullocha w teorię ekonomii było sformułowanie kategorii wartości realnej i wartości wymiennej. Upatrywał on źródło wartości w szeroko pojmowanej pracy. Był apologetą ustroju przemysłowo-kapitalistycznego i przeciwnikiem ustaw zbożowych.